# Carl-Allan Moberg

Carl-Allan Moberg (rechts) mit Olof Andersson

Carl-Allan Moberg (* 5. Juni 1896 in Östersund; † 19. Juni 1978 in Uppsala) war ein schwedischer Musikwissenschaftler. Von 1947 bis zu seiner Emeritierung 1961 hatte er Schwedens ersten und einzigen Lehrstuhl für Musikwissenschaft an der Universität Uppsala inne.

## Leben
Carl-Allan Moberg war ein Sohn des Stadtarztes in Östersund. In seiner Jugend in Jämtland erlernte Moberg Musiktheorie, Geige und Klavierspiel. Es folgten Studien in Religionsgeschichte und Kunstgeschichte an der Universität Uppsala, Musikwissenschaft bei Tobias Norlind an der Königlich Schwedischen Musikakademie in Stockholm. Zum Studium der Liturgie und mittelalterlichen Musiktheorie ging er zu Peter Wagner an die Schweizer Universität Fribourg. 1927 wurde er mit einer in deutscher Sprache vorgelegten Dissertation Über die schwedischen Sequenzen in zwei Bänden an der Universität Uppsala zum Dr. phil. promoviert. Anschließend blieb er an der Universität Uppsala, um das Fach Musikwissenschaft in seiner modernen Form aufzubauen. Zu den Forschungsbereichen, in denen er Pionierarbeit geleistet hat, gehören die liturgische Musik des Mittelalters der Westkirche, die lutherische Barockmusik und die schwedische Volksmusik.
1933 wurde er in den Vorstand der Schwedischen Gesellschaft für Musikforschung gewählt und war deren Vorsitzender in den Jahren 1944–1961. Zwischen 1945 und 1960 war er Chefredakteur der schwedischen Zeitschrift für Musikforschung. Er war Mitglied der Königlich Schwedischen Musikakademie, der Königlichen Gesellschaft für Geisteswissenschaften (Kungl. Humanistiska Vetenskapssamfundet) in Uppsala, der Königlichen Gustav-Adolfs-Akademie für schwedische Volkskultur und im Redaktionsbeirat des Editionsprojekts Monumenta musicae Svecicae.
In den 1970er Jahren wurde die Carl-Allan Mobergs Stiftung für Musikwissenschaft gegründet, aus dem regelmäßig Stipendien durch die Königlich Schwedische Musikakademie vergeben werden.

## Auszeichnungen
- 1941 Mitglied (Nr. 637), Königlich Schwedische Musikakademie
- 1945 Theologischer Ehrendoktor der Universität Uppsala
- 1952 Medaljen för tonkonstens främjande (Medaille für die Förderung der Musik) der Königlich Schwedischen Musikakademie
- 1963 Buxtehude-Preis der Hansestadt Lübeck, mit Oskar Söhngen

## Werke
- Über die schwedischen Sequenzen: eine musikgeschichtliche Studie. (= Veröffentlichungen der Gregorianischen Akademie zu Freiburg in der Schweiz 13) Uppsala 1927
- Kleine Bemerkungen zum Codex Vpsal. C.23. Stockholm 1930
- Kyrkomusikens historia. (= Skriftserien Svenskt gudstjänstliv 4) Stockholm: Diakonistyrelsen 1932
- Tonkonstens historia i västerlandet: en kortfattad framställning. Stockholm: Natur & Kultur 1935
- De folkliga koralvarianterna på Runö. in: Tidskrift för svensk musikforskning 1939
- (Hrsg.) Die liturgischen Hymnen in Schweden. 1 København 1947
- Bachs passioner och Höga mässa: en stilöversikt jämte ett bidrag till Bachrenässansens historia i Sverige. (= Gebers musikböcker) Stockholm: Geber 1949
- Om vallåtar: en studie i de svenska fäbodarnas musikaliska organisation. Stockholm 1955
- Musikens historia i västerlandet intill 1600. Stockholm: Natur & Kultur 1973, ISBN 91-27-70600-1